# Emirat de Zuru
L' emirat de Zuru és un estat tradicional de Nigèria a l'estat de Kebbi. La capital és Zuru a la LGA de Zuru. A l'estat de Kebbi hi ha tres altres emirats (Gwandu, Argungu i Yauri).
L'emirat de Zuru està habitat pels dakarkaris, un poble conegut per la seva resistència i el seu treball dur i les seves proeses agrícoles.
L'emirat fou fundat durant la gihad fulani dels primers anys del segle xix. L'actual emir és el major General Muhammadu Sani Sami II, Alhaji Isah Sami.